# Juego de las Estrellas de la A-League
El Partido de las Estrellas de la A-Leagues es un partido de carácter amistoso disputado por las Estrellas de la A-League contra un club invitado que se disputa durante la pretemporada de la A-League, primera división de fútbol de Australia, quienes organizan el evento. El partido se asemeja al juego de las estrellas de la Major League Soccer.
La primera edición se llevó a cabo el 20 de julio de 2013 cuando enfrentaron al Manchester United. Después de la edición de 2014, el All Star Game no se llevó a cabo durante casi una década, antes de que el concepto reviviera en 2022.